# Margot Robbie
Margot Elise Robbie (AFI: [ˈmɑːrɡoʊ ˈrɒbi]; Dalby, 2 luglio 1990) è un'attrice, produttrice cinematografica e televisiva australiana.
Ha iniziato la sua carriera apparendo in film indipendenti australiani, venendo in seguito lanciata nella soap opera Neighbours (2008-2011). Nel 2013 ha ricevuto l'attenzione internazionale con il ruolo di Naomi Lapaglia nel film biografico The Wolf of Wall Street di Martin Scorsese. Robbie è in seguito apparsa nei film Focus - Niente è come sembra (2015) e The Legend of Tarzan (2016), nel ruolo della regina Elisabetta I in Maria regina di Scozia (2018), di Sharon Tate in C'era una volta a... Hollywood (2019) e di Nellie LaRoy in Babylon (2022).
È nota al grande pubblico per il ruolo dell'antieroina Harley Quinn della DC Comics, interpretata in diversi film dell'universo cinematografico DC Extended Universe (DCEU), e per la pellicola Barbie (2023), in cui ha interpretato il ruolo dell'omonima bambola prodotta dalla Mattel.
Ha ottenuto il plauso universale per la sua interpretazione di Tonya Harding nel film biografico Tonya (2017), per il quale ha ricevuto la candidatura al Golden Globe, allo Screen Actors Guild Award, al Premio BAFTA e al Premio Oscar nella sezione miglior attrice protagonista. Nel 2020 ha ricevuto la seconda candidatura agli Oscar come miglior attrice non protagonista per Bombshell - La voce dello scandalo. Nel 2024 si è aggiudicata il Golden Globe come miglior blockbuster e la sua terza candidatura per l'Oscar al miglior film come produttrice del film Barbie.
Ha ricevuto numerosi altri riconoscimenti nella sua carriera, tra cui due Critics' Choice Awards, due AACTA Award, cinque candidature allo Screen Actors Guild Award e al Premio BAFTA e sei al Golden Globe. Nel 2017 il Times l'ha inserita fra le cento persone più influenti del mondo.

## Biografia

### Primi anni
Margot Robbie nasce a Dalby, Queensland, Australia. Trascorre la sua infanzia nella città di Gold Coast, dove si trasferisce e cresce con la madre di nome Sarie Kessler (di professione fisioterapista), due fratelli e una sorella; il padre, invece, separato da Kessler, era al tempo proprietario di una fattoria. Margot cresce in un’azienda agricola, trascorrendo la maggior parte del tempo con i nonni. Robbie, di fatto, non ha un gran legame con il padre a causa della separazione di quest’ultimo dalla moglie. In un'intervista con il magazine Vogue nel 2016, Margot afferma che fin da giovane nutriva il desiderio di diventare famosa; avendo frequentato una scuola per ragazzi abbastanza benestanti, aveva compreso "cosa significasse essere ricchi" e di conseguenza era anche ben convinta di ciò che avrebbe voluto fare nella vita.
Solo all'età di quindici anni Margot inizia a nutrire interesse nei confronti del mondo cinematografico: dopo avere visto una ragazza della sua età recitare una scena in televisione, giudicandola non talentuosa, arrivando addirittura a ritenere di potere fare di meglio. Fan della cultura pop americana, studia i caratteri popolari dall'America fin dall'infanzia, notando e apprezzando le diversità culturali fra i popoli. Nel 2007 si diploma al Somerset College di Gold Coast. Robbie inizia poi a studiare legge ma, capendo di non volere intraprendere la carriera forense, preferisce dedicarsi a piccoli lavori con lo scopo di permettersi il viaggio e il mantenimento a Hollywood, California. A diciassette anni decise di trasferirsi a Melbourne, Victoria per perseguire la carriera recitativa.

### Esordi (2007-2011)

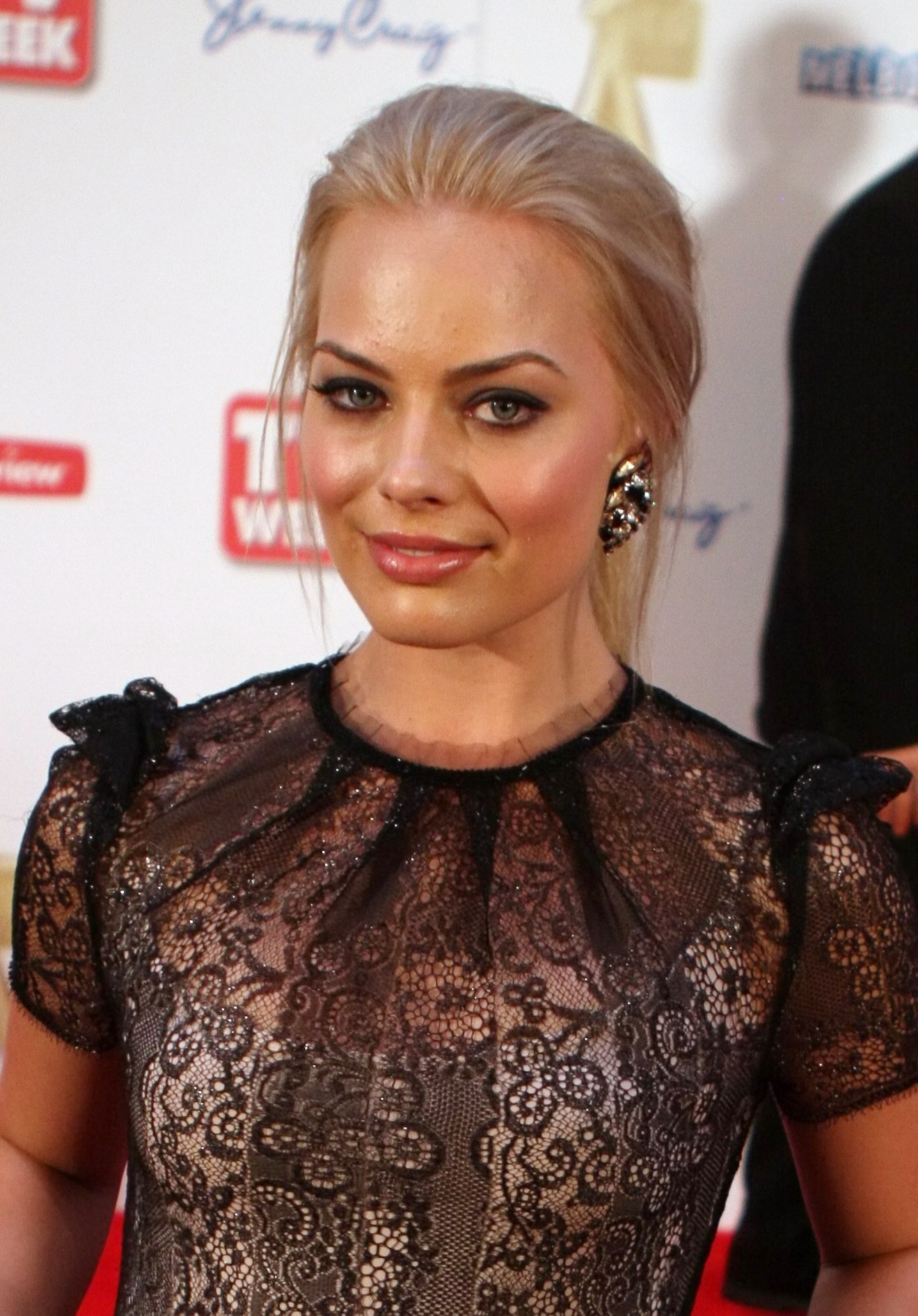
Margot Robbie ai TV Week Logie Awards 2011.

Robbie intraprende una carriera recitativa professionale a partire dal 2007, anno in cui viene ingaggiata nelle pellicole Vigilante e I.C.U. di Aash Aaron. Per quanto riguarda quest'ultimo le sue doti hanno impressionato i direttori del casting a tal punto da concederle un ruolo principale all'interno del film. Successivamente, intorno al 2008, appare in alcuni filmati pubblicitari e nella serie televisiva australiana Elephant Princess. Nel giugno dello stesso anno ottiene il ruolo di Donna Freedman nella soap opera australiana Neighbours. Il suo personaggio doveva originariamente occupare solo un ruolo marginale, ma ha in seguito ricevuto una promozione come membro definitivo del cast principale.
Agli inizi del 2009 partecipa a nuovi intermezzi pubblicitari provenienti dal canale televisivo Network Ten, in collaborazione con diversi altri volti famosi provenienti dal mondo dello spettacolo australiano. Nel luglio dello stesso anno, ottiene un breve incarico nel programma televisivo Talkin' 'Bout Your Generation. Intanto, nel settembre del 2010, annuncia ufficialmente la volontà di abbandonare Neighbours, volendo perseguire nuovi progetti lavorativi a Hollywood.

### Il grande salto (2011-2015)

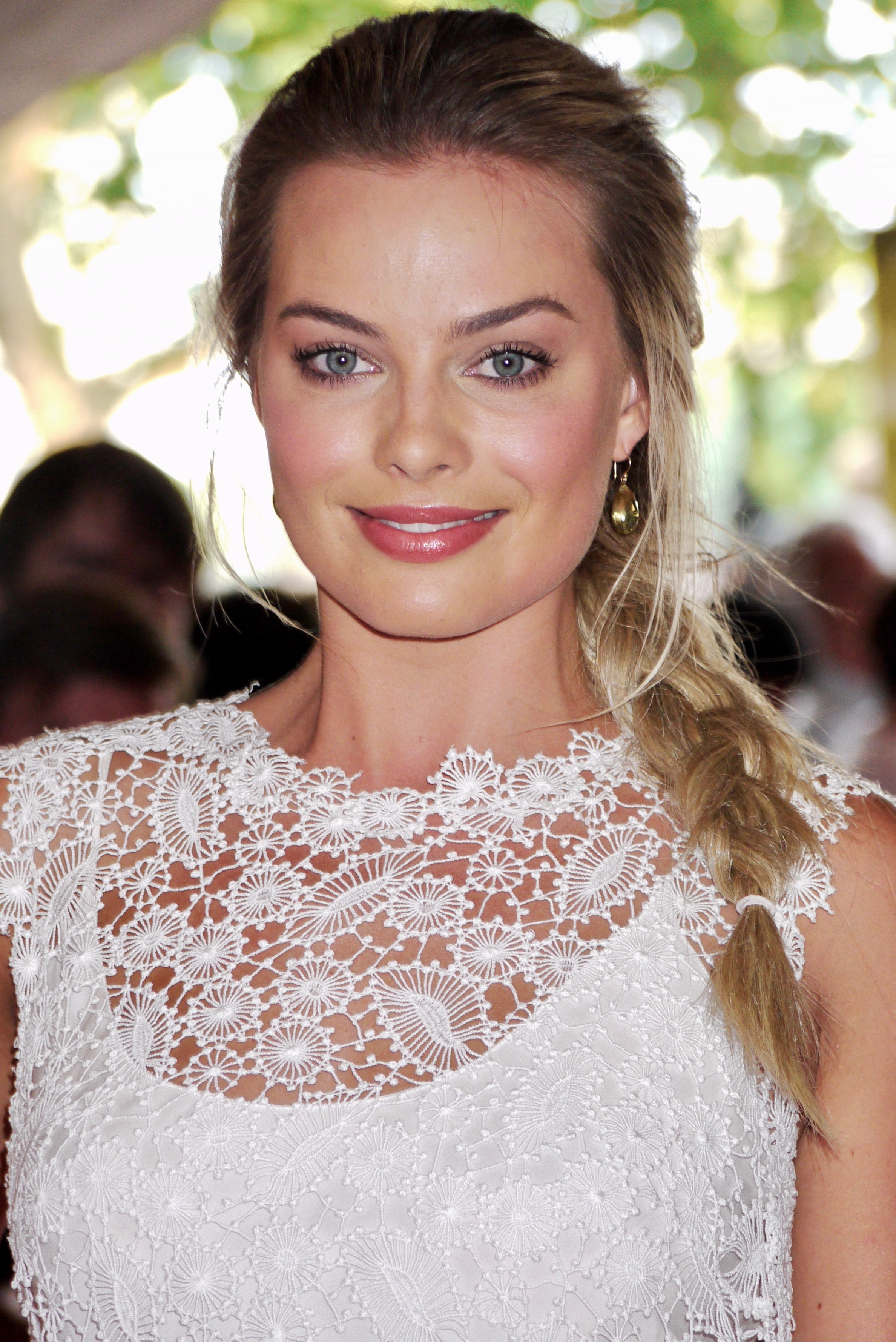
Margot Robbie nel 2013.

Appena arrivata a Los Angeles, fa un'audizione per l'imminente nuova serie televisiva Charlie's Angels. I produttori di Sony Pictures Television preferiscono comunque accostarla nella serie targata ABC Pan Am nei panni di Laura Cameron. Nonostante le pesanti critiche negative e il basso punteggio di ascolti, che porta alla cancellazione della serie dopo appena una stagione, le prestazioni di Robbie sono gradite. Nel maggio del 2012 partecipa alla nuova commedia romantica di Richard Curtis Questione di tempo, affiancando attori come Domhnall Gleeson e Rachel McAdams; la pellicola ottiene recensioni generalmente positive da parte della critica e viene distribuita in tutto il mondo nell'autunno 2012.
Il successo arriva nel 2013, quando interpreta Naomi Lapaglia, la seconda moglie di Jordan Belfort (interpretato da Leonardo DiCaprio), in The Wolf of Wall Street, diretta da Martin Scorsese. Il film si rivela il più grande successo in termini commerciali per il regista e la prestazione di Robbie viene particolarmente apprezzata dalla critica, soprattutto per via della perfetta pronuncia assunta per ricreare l'accento di Brooklyn. Sasha Stone la dipinge come «la miglior bionda scelta da Scorsese sin dai tempi di Cathy Moriarty in Toro scatenato»; oltretutto riceve una candidatura agli MTV Movie Awards come miglior performance rivelazione femminile oltre che un Empire Award nella medesima categoria. Nel 2014 partecipa a Suite francese di Saul Dibb, con protagonista Michelle Williams, adattamento cinematografico dell'omonimo romanzo della scrittrice francese Irène Némirovsky. Nello stesso anno fonda, insieme a Tom Ackerley (suo futuro marito) e a un gruppo di amici, una casa di produzione, la LuckyChap Entertainment.
Nel 2015 è protagonista con Will Smith della commedia Focus - Niente è come sembra e riceve una nomination ai BAFTA come migliore stella emergente. Nella pellicola, che, uscita a febbraio dello stesso anno, incassa $150 milioni a livello globale, la Robbie copre il ruolo dell'apprendista nonché nuovo amore del truffatore Nicky Spurgeon (interpretato da Will Smith). Anche in questo caso, emergono le capacità dell'attrice e la critica la loda come «una donna capace di mostrare il proprio talento comico supportata da una bellezza d'acciaio; anche quando il film scarseggia, Robbie si mantiene come una carta vincente». Intanto, partecipa a un documentario speciale in onore del 30º anniversario della serie Neighbours, intitolato Neighbours 30th: The Stars Reunite, diffuso in Australia e Regno Unito nel marzo del 2015. Nello stesso anno, ottiene la parte di protagonista in Sopravvissuti, film drammatico girato in Nuova Zelanda e con co-protagonisti Chris Pine e Chiwetel Ejiofor. Dopo avere debuttato in anteprima al Sundance Film Festival, viene distribuito a partire dal 28 agosto 2015, e contemporaneamente l'attrice ottiene il merito di essere diventata una fra le più giovani talentuose sul campo attualmente. Nel dicembre 2015, esce la commedia drammatica La grande scommessa, candidata all'Oscar, in cui Margot Robbie fa una breve apparizione nella parte di sé stessa.

### Affermazione (2016-)

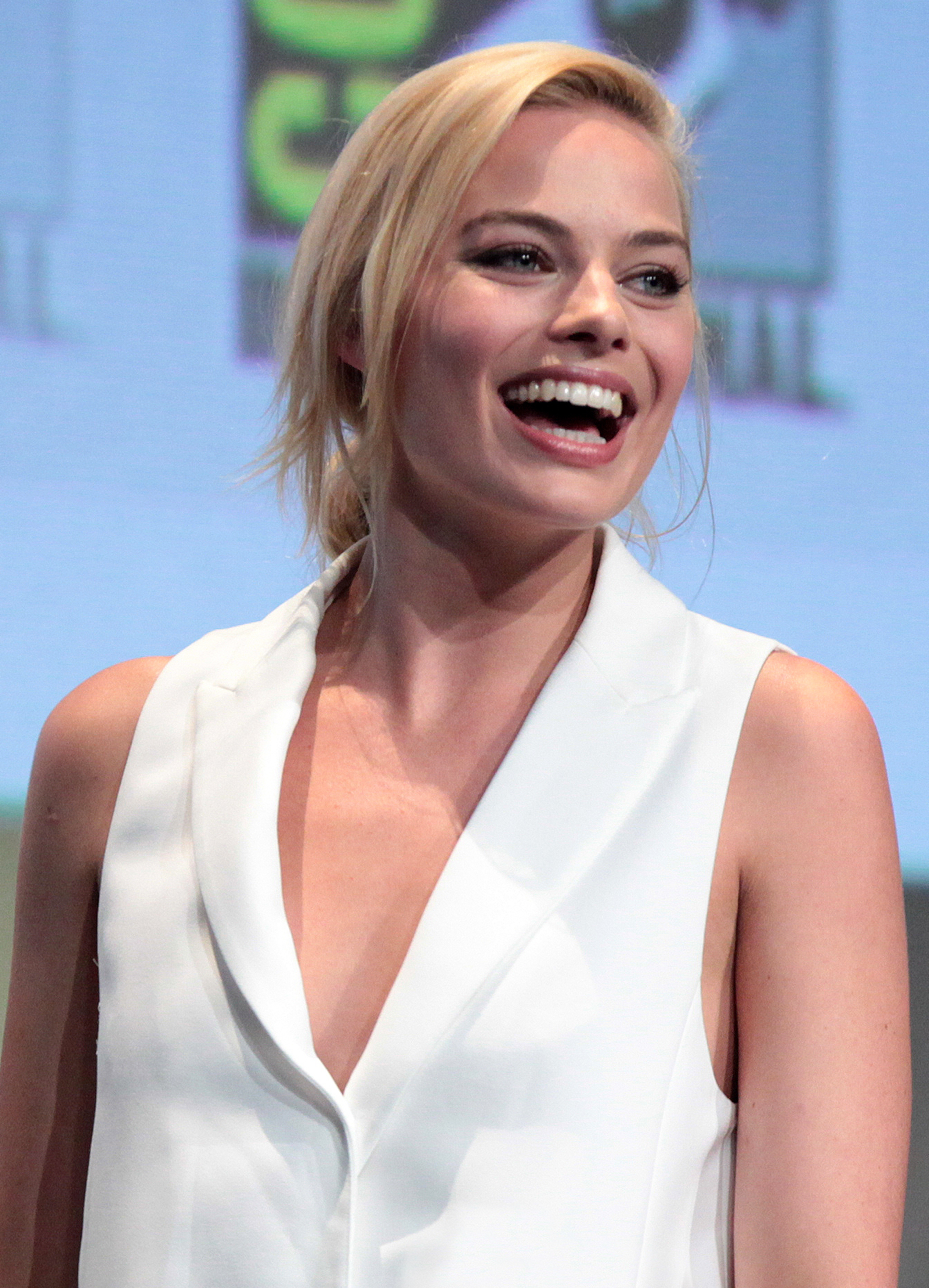
Margot Robbie al San Diego Comic Con International nel 2015.

Nel 2016, torna nel grande schermo lavorando con la collega Tina Fey nella pellicola Whiskey Tango Foxtrot, l'adattamento cinematografico delle memorie di guerra di Kim Barker intitolate The Taliban Shuffle. In esso, recita come Tanya Vanderpoel, una giornalista britannica. Il film, uscito il 4 marzo 2016, racconta le esperienze, leggere e drammatiche, di una giornalista americana a Kabul nel 2004, in un'epoca in cui l'attenzione dei media era già rivolta alla guerra in Iraq. Nello stesso anno viene ingaggiata per interpretare la parte di Jane Porter in The Legend of Tarzan, ispirato dai racconti dello scrittore statunitense Edgar Rice Burroughs, accanto ad Alexander Skarsgård.
Nello stesso anno viene scelta per vestire i panni di Harley Quinn, un'ex-psichiatra e folle amante del criminale Joker, nel blockbuster Suicide Squad, cine-comic diretto da David Ayer, per cui riceve il plauso generale della critica. Ha inoltre firmato un contratto per interpretare nuovamente il personaggio nei futuri film tratti dai fumetti DC Comics. Nell'aprile 2017 è stata inserita dalla rivista Time, tra le 100 personalità più influenti al mondo, nella categoria artisti.
Nel 2018 con Tonya riceve la prima candidatura all'Oscar alla miglior attrice, al Golden Globe per la migliore attrice in un film commedia o musicale, al SAG Award per la migliore attrice e al BAFTA alla migliore attrice protagonista e a gennaio vince ai Critics Choice nella categoria miglior attrice in un film commedia. Nella pellicola interpreta Tonya Harding, un'atleta di pattinaggio sul ghiaccio, che con il carattere forte, problemi famigliari e con la legge è costretta a lasciare il mondo di quello sport. Per le riprese il viso dell'attrice è stato ricreato in 2D e 3D facendolo combaciare al corpo di una pattinatrice professionista, che ha realizzato le difficili coreografie. Nel mese di marzo viene scelta come nuovo volto dalla casa di moda Chanel.

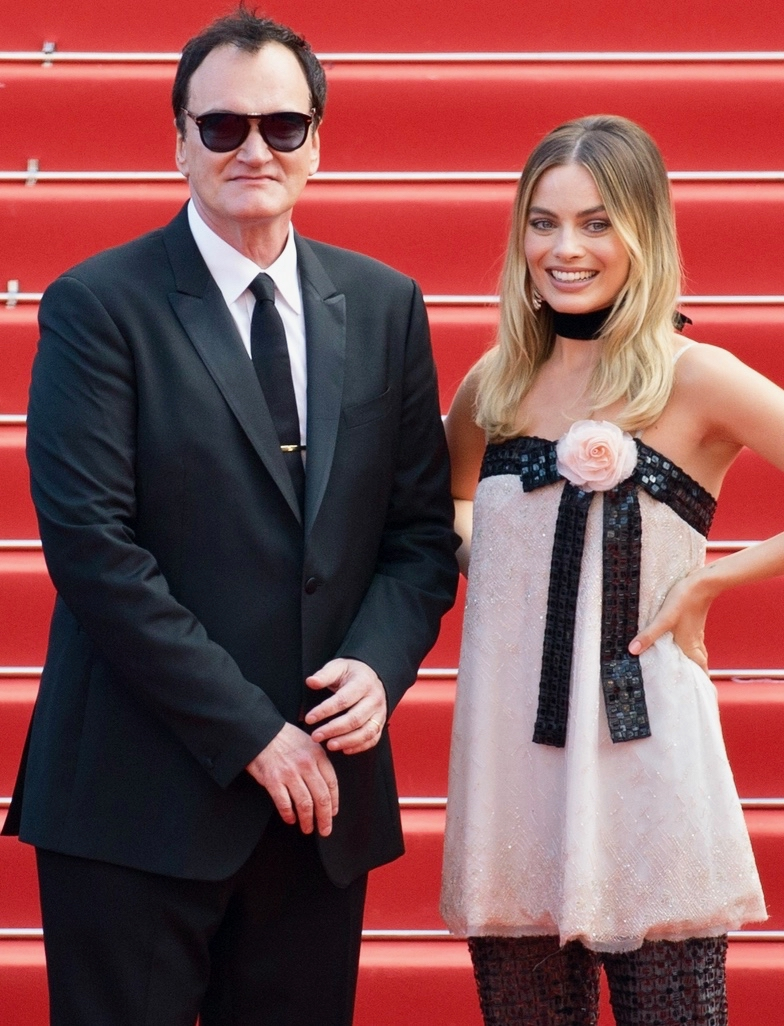
Margot Robbie insieme a Quentin Tarantino all'anteprima di C'era una volta a... Hollywood sul red carpet del Festival di Cannes 2019.

Nel 2018 veste i panni della regina Elisabetta I d'Inghilterra nel biografico Maria regina di Scozia, diretto da Josie Rourke e interpretato anche da Saoirse Ronan, nel ruolo di Mary Stuart, e Guy Pearce. Con l'interpretazione di Elizabeth Tudor riceve la candidatura al SAG Award per la miglior attrice non protagonista e al BAFTA alla migliore attrice non protagonista.
Il 18 maggio entra ufficialmente nel cast del nuovo film di Quentin Tarantino, C'era una volta a... Hollywood, parzialmente incentrato sui fatti di sangue avvenuti al numero 10050 Cielo Drive a Los Angeles per mano di Charles Manson. In questo film Robbie interpreta l'attrice Sharon Tate, ruolo che le vale la candidatura al BAFTA alla migliore attrice non protagonista, e fa parte di un assortimento di attori che annovera, fra gli altri, Leonardo DiCaprio, Brad Pitt e Al Pacino. Inizialmente programmato per il 9 agosto 2019 (giorno del 50º anniversario dei fatti di Cielo Drive), il film esce nelle sale cinematografiche americane poco prima, il 26 luglio, dopo la presentazione in concorso alla 72ª edizione del Festival di Cannes durante il mese di maggio. La pellicola ottiene un ottimo successo di critica e pubblico. Nel mese di agosto la casa di moda Chanel, di cui è ambasciatrice da un anno, la sceglie come testimonial del profumo Gabrielle. Inoltre la rivista Forbes la inserisce all'ottavo posto delle attrici più pagate, con un guadagno di 23,5 milioni di dollari.
Alla fine del 2019 è nuovamente nelle sale nei panni di Kayla Pospisil in Bombshell - La voce dello scandalo, diretto da Jay Roach, insieme a Nicole Kidman e Charlize Theron. Con questo ruolo ottiene la candidatura all'Oscar alla Miglior attrice non protagonista, al Golden Globe per la Migliore attrice non protagonista, al SAG Award per la Miglior attrice non protagonista e al BAFTA alla Migliore attrice non protagonista.
Nel 2020 Robbie torna a interpretare Harley Quinn in Birds of Prey e la fantasmagorica rinascita di Harley Quinn, che viene distribuito a febbraio senza ottenere il successo sperato e nel sequel-reboot di Suicide Squad, intitolato The Suicide Squad - Missione suicida, uscito nell'estate 2021 ancora con incassi inferiori alle aspettative (anche a causa delle restrizioni legate alla pandemia di COVID-19). Nel 2021 viene candidata ai Premi Oscar come produttrice per Una donna promettente, che peraltro si aggiudica il BAFTA al miglior film.
Nel 2022 recita con Christian Bale e John David Washington in Amsterdam, diretto da David O. Russell. Lo stesso anno è protagonista di Babylon, epico dramma ambientato nella scandalosa Hollywood degli anni ruggenti diretto da Damien Chazelle, per cui riceve una candidatura ai Golden Globe come Migliore attrice in un film commedia o musicale. Nel 2023 recita in Asteroid City, di Wes Anderson ed è protagonista in Barbie, diretta da Greta Gerwig. Il 2024 vede l'attrice nuovamente sul grande schermo con il prequel di Ocean's Eleven - Fate il vostro gioco insieme a Ryan Gosling e Javier Bardem.

## Vita privata
Dopo avere abitato per diversi anni a New York, dal 2014 al 2016 Margot Robbie ha vissuto a Londra, a seguito della sua relazione con l'aiuto regista britannico e coetaneo Tom Ackerley (conosciuto sul set di Suite francese) per poi spostarsi a Los Angeles, a causa di motivi lavorativi, nel 2017. I due si sono sposati il 18 dicembre 2016 a Byron Bay, Nuovo Galles del Sud, Australia. Il 7 luglio 2024, la Robbie annuncia di essere incinta del suo primogenito con Ackerley, nato il 17 ottobre dello stesso anno.

## Filmografia

### Attrice

#### Cinema
- Vigilante, regia di Aash Aaron (2008)
- I.C.U., regia di Aash Aaron (2009)
- Questione di tempo (About Time), regia di Richard Curtis (2013)
- The Wolf of Wall Street, regia di Martin Scorsese (2013)
- Suite francese (Suite française), regia di Saul Dibb (2014)
- Sopravvissuti (Z for Zachariah), regia di Craig Zobel (2015)
- Focus - Niente è come sembra (Focus), regia di Glenn Ficarra e John Requa (2015)
- La grande scommessa (The Big Short), regia di Adam McKay (2015)
- Whiskey Tango Foxtrot, regia di Glenn Ficarra e John Requa (2016)
- Australian Psycho, regia di Henry Joost e Ariel Schulman – cortometraggio (2016)
- The Legend of Tarzan, regia di David Yates (2016) - Jane Clayton
- Suicide Squad, regia di David Ayer (2016) - Harley Quinn
- Tonya (I, Tonya), regia di Craig Gillespie (2017) - Tonya Harding
- Vi presento Christopher Robin (Goodbye Christopher Robin), regia di Simon Curtis (2017)
- Tourism Australia: Dundee - The Son of a Legend Returns Home, regia di Steve Rogers – direct-to-video (2018)
- Terminal, regia di Vaughn Stein (2018)
- Slaughterhouse spacca (Slaughterhouse Rulez), regia di Crispian Mills (2018)
- Maria regina di Scozia (Mary Queen of Scots), regia di Josie Rourke (2018) - Elisabetta I
- Dreamland, regia di Miles Joris-Peyrafitte (2019)
- C'era una volta a... Hollywood (Once Upon a Time in... Hollywood), regia di Quentin Tarantino (2019) - Sharon Tate
- Bombshell - La voce dello scandalo (Bombshell), regia di Jay Roach (2019)
- Birds of Prey e la fantasmagorica rinascita di Harley Quinn (Birds of Prey and the Fantabulous Emancipation of One Harley Quinn), regia di Cathy Yan (2020) - Harley Quinn
- The Suicide Squad - Missione suicida (The Suicide Squad), regia di James Gunn (2021) - Harley Quinn
- Amsterdam, regia di David O. Russell (2022)
- Babylon, regia di Damien Chazelle (2022)
- Asteroid City, regia di Wes Anderson (2023)
- Barbie, regia di Greta Gerwig (2023) - Barbie
- A Big Bold Beautiful Journey - Un viaggio straordinario (A Big Bold Beautiful Journey), regia di Kogonada (2025)

#### Televisione
- City Homicide – serie TV, episodi 2x02-4x10 (2008-2010)
- Review with Myles Barlow – serie TV, episodio 1x01 (2008)
- Elephant Princess (The Elephant Princess) – serie TV, episodi 1x10-1x11 (2008)
- Neighbours – soap opera, 328 episodi (2008-2022)
- Pan Am – serie TV, 14 episodi (2011-2012)
- Dollface – serie TV, episodio 1x08 (2019)

### Doppiatrice

#### Cinema
- Peter Rabbit, regia di Will Gluck (2018)
- Flopsy Turvy, regia di David Scott – cortometraggio (2018)
- The LEGO Movie 2 - Una nuova avventura (The Lego Movie 2: The Second Part), regia di Mike Mitchell (2019) - Harley Quinn
- Peter Rabbit 2 - Un birbante in fuga (Peter Rabbit 2: The Runaway), regia di Will Gluck (2021)

### Produttrice

#### Cinema
- I.C.U., regia di Aash Aaron (2009)
- Tonya (I, Tonya), regia di Craig Gillespie (2017)
- Terminal, regia di Vaughn Stein (2018)
- Dreamland, regia di Miles Joris-Peyrafitte (2019)
- Birds of Prey e la fantasmagorica rinascita di Harley Quinn (Birds of Prey and the Fantabulous Emancipation of one Harley Quinn), regia di Cathy Yan (2020)
- Una donna promettente (Promising Young Woman), regia di Emerald Fennell (2020)
- The Humming of the Beast, regia di Francisca Alegria – cortometraggio (2021)
- Barbie, regia di Greta Gerwig (2023)
- Saltburn, regia di Emerald Fennell (2023)
- My Old Ass, regia di Megan Park (2024)

#### Televisione
- Maid, regia di John Wells, Helen Shaver, Nzingha Stewart, Lila Neugebauer e Quyen Tran – miniserie TV, 10 puntate (2021)
- Dollface – serie TV, 20 episodi (2019-2022)
- Mike, regia di Craig Gillespie, Director X e Tiffany Johnson – miniserie TV, 8 puntate (2022)
- Sirens, regia di Nicole Kassell, Quyen Tran e Lila Neugebauer – miniserie TV (2025)

## Riconoscimenti
- Premio Oscar
  - 2018 – Candidatura alla migliore attrice per Tonya
  - 2020 – Candidatura alla migliore attrice non protagonista per Bombshell - La voce dello scandalo
  - 2024 – Candidatura al miglior film per Barbie
- Golden Globe
  - 2018 – Candidatura alla migliore attrice in un film commedia o musicale per Tonya
  - 2018 – Candidatura per il miglior film commedia o musicale per Tonya
  - 2020 – Candidatura alla migliore attrice non protagonista per Bombshell - La voce dello scandalo
  - 2023 – Candidatura alla migliore attrice in un film commedia o musicale per Babylon
  - 2024 – Candidatura alla migliore attrice in un film commedia o musicale per Barbie
  - 2024 – Candidatura per il miglior film commedia o musicale per Barbie
  - 2024 – Miglior risultato al cinema e al box office per Barbie
- AACTA International Awards
  - 2018 – Miglior attrice protagonista per Tonya
  - 2019 – Candidatura alla miglior attrice non protagonista per Maria regina di Scozia
  - 2020 – Miglior attrice non protagonista per Bombshell – La voce dello scandalo
  - 2020 – Candidatura alla miglior attrice non protagonista per C'era una volta a... Hollywood
  - 2024 – Candidatuta alla migliore attrice protagonista per Barbie
- Austin Film Critics Association
  - 2017 – Candidatura alla miglior attrice per Tonya
- Awards Circuit Community Awards
  - 2013 – Candidatura alla miglior attrice non protagonista per The Wolf of Wall Street
  - 2017 – Candidatura alla miglior attrice per Tonya
  - 2017 – Candidatura al miglior film per Tonya
- Central Ohio Film Critics Association Awards
  - 2018 – Candidatura alla miglior attrice per Tonya
- Critics' Choice Awards
  - 2016 – Miglior attrice in un film d'azione per Suicide Squad
  - 2018 – Candidatura alla miglior attrice per Tonya
  - 2018 – Miglior attrice in una commedia per Tonya
  - 2020 – Candidatura alla miglior attrice non protagonista per Bombshell – La voce dello scandalo
  - 2021 – Candidatura al miglior film per Una donna promettente
  - 2024 – Candidatura alla miglior attrice per Barbie
- Empire Awards
  - 2014 – Miglior debutto femminile per The Wolf of Wall Street
- Florida Film Critics Circle Awards
  - 2017 – Miglior attrice per Tonya
  - 2019 – Candidatura alla miglior attrice non protagonista per Bombshell – La voce dello scandalo
- Gotham Independent Film Awards
  - 2017 – Candidatura alla miglior attrice per Tonya[61]
- Houston Film Critics Society Award
  - 2018 – Candidatura alla miglior attrice per Tonya
  - 2020 – Candidatura alla miglior attrice non protagonista per Bombshell – La voce dello scandalo
- Independent Spirit Awards
  - 2018 – Candidatura alla migliore attrice protagonista per Tonya[62]
- London Critics Circle Film Awards
  - 2020 – Candidatura alla miglior attrice non protagonista dell'anno per Bombshell – La voce dello scandalo
- MTV Movie Award
  - 2014 – Candidatura alla miglior performance rivelazione per The Wolf of Wall Street[63]
  - 2016 – Candidatura al miglior bacio (con Will Smith) per Focus - Niente è come sembra
- People's Choice Awards
  - 2017 – Attrice preferita in un film d'azione per Suicide Squad
  - 2017 – Candidatura all'attrice preferita in un film per Suicide Squad
- Phoenix Film Critics Society Awards
  - 2017 – Candidatura alla miglior attrice protagonista per Tonya
  - 2019 – Candidatura alla miglior attrice non protagonista per Bombshell – La voce dello scandalo
- Premio BAFTA
  - 2015 – Candidatura alla miglior stella emergente
  - 2018 – Candidatura alla migliore attrice per Tonya
  - 2019 – Candidatura alla migliore attrice non protagonista per Maria regina di Scozia
  - 2020 – Candidatura alla migliore attrice non protagonista per Bombshell - La voce dello scandalo
  - 2020 – Candidatura alla migliore attrice non protagonista per C'era una volta a... Hollywood
  - 2024 – Candidatura alla migliore attrice per Barbie
- Satellite Award
  - 2018 – Candidatura alla miglior attrice per Tonya[64]
  - 2019 – Candidatura alla miglior attrice non protagonista per Maria regina di Scozia[65]
  - 2019 – Candidatura alla miglior attrice non protagonista per Bombshell – La voce dello scandalo[66]
- Saturn Award
  - 2017 – Candidatura alla miglior attrice non protagonista per Suicide Squad[67]
  - 2024 – Candidatura alla miglior attrice per Barbie
- Screen Actors Guild Award
  - 2018 – Candidatura alla migliore attrice per Tonya
  - 2019 – Candidatura alla migliore attrice non protagonista per Maria regina di Scozia
  - 2020 – Candidatura alla migliore attrice non protagonista per Bombshell - La voce dello scandalo
  - 2020 – Candidatura per il miglior cast per Bombshell - La voce dello scandalo
  - 2020 – Candidatura per il miglior cast per C'era una volta a... Hollywood
  - 2023 – Candidatura al miglior cast per Babylon
  - 2024 – Candidatura alla migliore attrice per Barbie
  - 2024 – Candidatura al miglior cast cinematografico per Barbie
- Teen Choice Awards
  - 2016 – Candidatura al Choice Movie Actress: AnTEENcipated per Suicide Squad

## Doppiatrici italiane
Nelle versioni in italiano delle opere in cui ha recitato, Margot Robbie è stata doppiata da:
- Domitilla D'Amico in The Wolf of Wall Street, Suite francese, Focus - Niente è come sembra, Sopravvissuti, Whiskey Tango Foxtrot, The Legend of Tarzan, Suicide Squad, Vi presento Christopher Robin, Tonya, Terminal, Maria regina di Scozia, Slaughterhouse spacca, C'era una volta a... Hollywood, Dreamland, Bombshell - La voce dello scandalo, Birds of Prey e la fantasmagorica rinascita di Harley Quinn, The Suicide Squad - Missione Suicida, Amsterdam, Babylon, Barbie, Asteroid City
- Valentina Favazza in Pan Am
- Myriam Catania in Questione di tempo
- Ilaria Stagni ne La grande scommessa
- Valentina Pollani in Dollface

Da doppiatrice è sostituita da:
- Francesca Manicone in Peter Rabbit, Peter Rabbit 2 - Un birbante in fuga